# Hyperolius inornatus
Hyperolius inornatus là một loài ếch thuộc họ Hyperoliidae.
Đây là loài đặc hữu của Cộng hòa Dân chủ Congo.
Môi trường sống tự nhiên của chúng là sông ngòi, đầm nước, đầm nước ngọt, và đầm nước ngọt có nước theo mùa.